# Minería ilegal

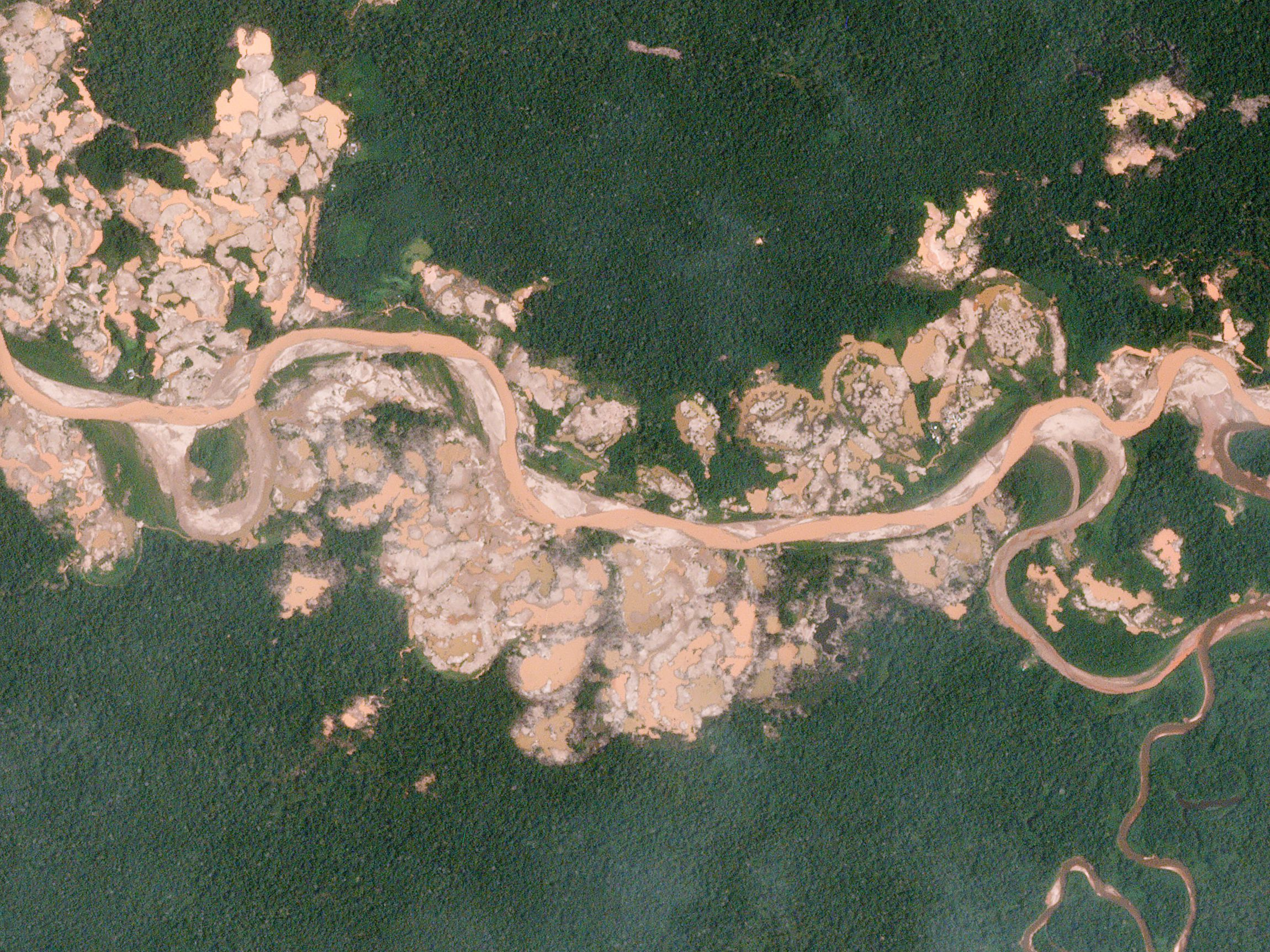
Vista aérea de la expansión ilegal de la mina de oro «La Pampa» en la Reserva nacional Tambopata del Perú.

La minería ilegal es una actividad minera que se lleva a cabo sin permiso estatal, en particular en ausencia de derechos sobre la tierra, licencias mineras y permisos de exploración o transporte de minerales.
La minería ilegal puede ser una actividad de subsistencia, como es el caso de la minería artesanal, o puede pertenecer a un crimen organizado a gran escala, encabezado por sindicatos mineros ilegales. A nivel internacional, aproximadamente el 80% de las operaciones mineras en pequeña escala pueden clasificarse como ilegales. A pesar de los avances estratégicos hacia una «minería responsable», incluso las grandes empresas pueden verse involucradas en la excavación y extracción ilegal de minerales, aunque sólo sea en el aspecto financiero.
La minería ilegal es la extracción de metales preciosos sin seguir los procedimientos adecuados para participar en la actividad minera legal. Estos procedimientos incluyen permisos y licencias para exploración del terreno, minería y transporte. Las operaciones mineras a gran escala son propiedad de grandes empresas a nivel nacional y utilizan tecnología avanzada para extraer metales; estas operaciones utilizan minería a cielo abierto. Las operaciones mineras artesanales en pequeña escala requieren mucha mano de obra porque los mineros no utilizan maquinaria para extraer los metales. La minería informal ocurre cuando las operaciones mineras artesanales de pequeña escala se desarrollan sin las licencias legales adecuadas. Estas operaciones siguen siendo ilegales, pero no son un delito procesable como las operaciones mineras ilegales organizadas por grupos criminales. Los grupos criminales organizados lideran y controlan la actividad minera ilegal en zonas extremadamente rurales donde el Estado no tiene plena jurisdicción sobre la tierra. La minería ilegal organizada criminalmente controla operaciones a gran escala que violan las leyes y dañan el medio ambiente durante la minería. La corrupción en las operaciones mineras privadas a gran escala y en las operaciones mineras artesanales en pequeña escala ocurre porque las operaciones delegan su poder a las autoridades locales. La falta de coordinación permite espacios para la corrupción. Las leyes y procedimientos que rodean la minería disminuyen el impacto sobre el medio ambiente y son violados por la pequeña y gran escala artesanal que contribuye al daño ambiental.

## Impactos ambientales
Hay tres formas en que la minería ilegal destruye los ecosistemas forestales: La eliminación de la capa superior del suelo durante la minería disminuye su propia fertilidad al alterar los microorganismos, la actividad minera contamina el suelo con toxinas que no permiten que crezca la vegetación, y la capa superior del suelo rica en nutrientes a menudo queda enterrada durante la excavación por tierra que se encuentra a gran profundidad y que no tiene nutrientes.

### Contaminación del agua
Las operaciones ilegales de extracción de oro utilizaban metales pesados como mercurio y cianuro para extraer oro del material de desecho. El mercurio y el cianuro se filtran al medio ambiente natural provocando contaminación. Los mineros ilegales a menudo vierten el exceso de mercurio en los cursos de agua cercanos para su eliminación. La contaminación del agua afecta a las comunidades aledañas, a los ecosistemas acuáticos y a los ecosistemas terrestres debido al ciclo hidráulico. El agua contaminada se utiliza para el riego de tierras agrícolas y para uso comunitario, lo que propaga aún más la contaminación y provoca enfermedades y muerte.

### Deforestación
La deforestación ocurre durante las operaciones mineras ilegales, por lo que las operaciones mineras tienen espacio para funcionar. A medida que los bosques son talados y el suelo minado, los ecosistemas colapsan debido a la pérdida de hábitat. Las emisiones de carbono aumentan drásticamente debido a la tala de bosques en regiones donde ocurre la minería ilegal. La deforestación contribuye a la erosión del suelo, ya que las raíces de los árboles proporcionan estabilidad al suelo. En los últimos años se han realizado muchos esfuerzos para proteger y rehabilitar los ecosistemas forestales para prevenir y limitar los efectos de la deforestación.

### Erosión y degradación del suelo
La minería ilegal causa erosión y degradación del suelo, lo que conduce a tierras áridas donde nada puede sobrevivir. La erosión del suelo reduce la fertilidad de este, lo que afecta las tierras agrícolas. La degradación del suelo ocurre:
1. Cuando la eliminación de la capa superior del suelo afecta la fertilidad del suelo y disminuye las posibilidades de restaurar la vegetación.[12]
2. Cuando los productos químicos tóxicos contaminan el suelo hasta tal punto que las plantas no pueden crecer. Las toxinas agotan los nutrientes del suelo e inhiben la vegetación.[12]
3. Cuando se vierten en la tierra grandes cantidades de desechos mineros, como rocas, sedimentos y suelos que carecen de nutrientes, se detiene el crecimiento de las plantas.[12] Estos residuos engullen la capa superficial del suelo quitándole fertilidad.[12] Los desechos mineros mal contenidos son peligrosos para el medio ambiente porque no se hacen esfuerzos para tratar el suelo para eliminar los químicos tóxicos. La erosión del suelo provoca peligros naturales como deslizamientos de tierra debido al suelo suelto e inundaciones.[12]

## Impacto social

### Crimen
América Latina es el centro del comercio mundial de drogas dado que ahí se producen la mayoría de las drogas. Los grupos del crimen organizado, como los cárteles de la droga, se dieron cuenta de la rentabilidad y comenzaron a extraer metales preciosos ilegalmente. Estos grupos lograron obtener el control de grandes extensiones de tierra fuera de la vigilancia gubernamental. Esto permitió a los cárteles obtener mayores ganancias que el tráfico de drogas con menor riesgo. Las operaciones mineras ilegales controladas por grupos del crimen organizado son peligrosas para los mineros, pero muchos se sienten atraídos por el trabajo a pesar del efecto que tiene en el medio ambiente circundante. El trabajo infantil es muy común en las minas porque los niños son traficados y obligados a trabajar. Los adultos también son explotados, traficados y obligados a trabajar en condiciones inseguras.

### Agricultura
Las operaciones mineras ilegales afectan la agricultura circundante. El cultivo de cacao en Ghana se ve afectado por la actividad minera ilegal debido a la degradación y disponibilidad de la tierra. Hay menos tierra disponible para la agricultura, lo que genera competencia y mayores costos para los agricultores. Los mineros ilegales invaden tierras de cultivo para construir caminos a través de granjas y destruyen los árboles de cacao en el proceso. También explotan las tierras de cultivo, donde muchos agricultores mueren al caer en los pozos. Las operaciones mineras ilegales provocan inundaciones con agua contaminada que afecta la maduración de las plantas de cacao. Las inundaciones agotan la fertilidad del suelo, aumentan la erosión y afectan la capacidad de los agricultores para cultivar árboles de cacao. Estos factores contribuyen al temor de los agricultores a perder sus medios de vida debido a las pérdidas causadas por la minería ilegal.

### Malaria
Las minas a cielo abierto abandonadas provocan un aumento de la población de mosquitos, lo que puede incrementar la propagación de la malaria. Estos pozos se llenan de cuerpos de agua estancados o de movimiento lento donde los mosquitos pueden reproducirse y sus larvas pueden crecer. Debido al aumento de la población, los mosquitos tienen un mayor riesgo de transmitir malaria. Cuando las operaciones mineras ilegales abandonan sus pozos, las autoridades locales no tienen forma de rastrear e impedir que los pozos abiertos disminuyan la propagación. Los mineros ilegales tampoco toman las precauciones adecuadas para protegerse cuando extraen y eso aumenta el riesgo de transmisión.

## Minería ilegal por regiones

### África subsahariana
Impulsada por la pobreza generalizada y la falta de oportunidades alternativas de generación de ingresos, la minería artesanal ilegal es un fenómeno bien documentado en la África subsahariana. Si bien a menudo existen oportunidades de legalización para la minería artesanal y de pequeña escala, las estructuras burocráticas gubernamentales ineficientes pueden hacer que el incumplimiento sea más atractivo para los trabajadores. Además, en un esfuerzo por atraer inversión extranjera, muchos gobiernos de la África subsahariana han flexibilizado los códigos nacionales de inversión minera. La expansión de los proyectos mineros a gran escala impulsada por la inversión extranjera ha desplazado a las comunidades mineras rurales, muchas de las cuales regresan a la minería ilegal gracias a concesiones otorgadas al sector minero formal. Como medida de respuesta, Ghana, por ejemplo, lanzó la Operación Vanguardia en 2017 para frenar la minería artesanal ilegal en Ghana.

### América Latina
La minería ilegal de oro en América Latina es una preocupación particular debido a la escala del crimen organizado y la importante tasa de degradación ambiental (a través del mercurio y otros químicos tóxicos utilizados rutinariamente en la minería de oro) que la acompaña.
Las operaciones mineras ilegales suelen estar ubicadas en zonas remotas, lo que dificulta la aplicación de las normas mineras. Además, los requisitos mineros pueden variar sustancialmente de una región a otra, lo que complica aún más el cumplimiento de las leyes laborales, las regulaciones ambientales y la legislación tributaria. Las emisiones de mercurio provenientes de la minería artesanal, la mayoría de las cuales no están reguladas y son ilegales, son sustanciales y contribuyen al 37% del mercurio atmosférico emitido anualmente.
Si bien el tráfico de drogas ha sido históricamente una empresa criminal prominente, los menores riesgos asociados con la minería ilegal han impulsado un cambio hacia lucrativas operaciones ilegales de extracción de oro. Para transferir oro ilegal al mercado, los actores criminales a veces intentan enmascarar sus orígenes ilícitos fundiendo oro procesado legal e ilegal. Esta tarea de lavado de oro generalmente se ve facilitada por intermediarios que falsifican documentación para facilitar la transición al mercado internacional legítimo.
Según Cristina Burelli, directora de SOS Orinoco, Brasil es el país con mayor minería ilegal entre los países amazónicos, seguido por Venezuela, que tiene 2750 puntos de minería ilegal aproximadamente, sobre todo en los estados Bolívar y Amazonas.